# Achnatherum roshevitzii
Achnatherum roshevitzii е вид растение от семейство Житни (Poaceae). Видът е уязвим и сериозно застрашен от изчезване.

## Разпространение
Разпространен е в Азербайджан.